# Curentul Agulha

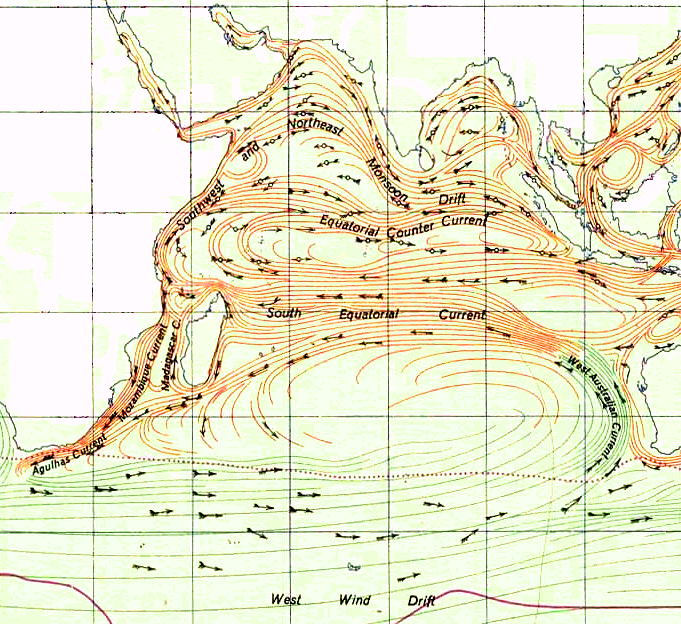
Curenții marini din Oceanul Indian

Curentul Agulha este un curent marin cald din partea de sudvest a Oceanului Indian. El curge între paralela 27 și 40 de grade în lungul coastei răsăritene a Africii de sudest. Curentul transportă spre sud o cantitate imensă de apă caldă și sare. Agulha ia naștere prin unirea curentului de est al Madagaskarului și cel al Mozambicului. Direcția curentului marin este influențată de topografia terenului, astfel la nord de Port Elizabeth (Africa de Sud) curge de-a lungul coastei continentului african, iar la sud de Capul Agulha intră în apele Atlanticului departandu-se la ca. 100 km de coastă, ca apoi să facă o cotitură spre Oceanul Indian. Curentul transportă anual ca. 65-70 milioane de metri cubi de sedimente, formând uneori insulițe. La Capul Bunei Speranțe se întâlnește cu curentul rece Benguela, împreună cei doi curenți marini influențează clima și fauna marină din sudul Africii, apele marine din aceste zone fiind deosebit de bogate în pește.